# Salomon Soldin
Salomon Soldin (født 15. marts 1774 i København, død 27. november 1837 sammesteds) var en dansk boghandler, forlægger, redaktør, forfatter, avisudgiver og legatstifter (Soldins Stiftelse).
Født i en jødisk familie i København, hvortil faderen Israel Isak Soldin, købmand, og moderen Malka (født Isserl) var indvandret fra det højtyske område. 
Han var i nogle år partner i den boghandel som hans ældre bror, Abraham Soldin havde. Ud over Abraham havde Salomon 3 andre brødre og 4 søstre.
I 1808 overtog han udgivelsen af det af Johan Werfel grundlagte blad Nyeste Skilderie af Kjøbenhavn. Soldin bidrog selv med en stor del af indholdet, og det blev snart et af tidens førende blade. Samtidens store personligheder såsom Rasmus Nyerup, Knud Lyne Rahbek, Christian Molbech og N.F.S. Grundtvig skrev i bladet.
Soldin skrev bøgerne Napoleon Buonopartes Regjeringshistorie (1815) , Exempelsamling til Veiledning for Enhver, der vil øve sig i dansk prosaisk Stiil (1816) og oversatte bogen J.J. Rousseau om Oprindelsen til Uligheden blandt Menneskene og dens Grundstøtter, et kronet Priisskrift (1800).
Desuden skrev og udgav han 1818-1819 bladet Humoristen.
Han var gift med Hanne Ruben (død i København 15. november 1850).
Soldin er begravet på Mosaisk Nordre Begravelsesplads.